# Patokryje (tvrz)
Tvrz v Patokryjích je bývalá zemanská tvrz v obci Patokryje v okrese Most. Stavba z druhé poloviny 17. století je od roku 1958 chráněná jako kulturní památka, neboť tvrz dokládá vývoj drobného panského sídla na venkově.

## Lokace
Tvrz má čp. 17 a nachází se na jižním okraji obce na mírném návrší nad potokem Srpinou. Areál tvoří samotná tvrz obklopená zahradou (pozemková parcela č. 544).

## Historie
První písemná zmínka o tvrzi pochází z roku 1378, kdy je jako majitel zdejší tvrze zmiňován vladyka Pešek z Patokryj. V roce 1397 je zmiňován Otík z Patokryj a rok poté Vlach z Patokryj. V roce 1428 byla majitelkou Bohuše, vdova po Otíkovi z Patokryj. Jiný Otík zemřel kolem roku 1453 a zboží získal jako odúmrť Aleš z Velešic na Brocně. Jeho dcera Dorota, provdaná za Oldřicha z Duban, prodala Patokryje roku 1478 mosteckému měšťanovi Václavu Manvicovi, který začal používat přízvisko z Patokryj. Statek a tvrz zdědil v roce 1521 jeden z jeho synů – Hanuš, který zemřel kolem roku 1450. V roce 1543 vlastnil ves jeho potomek Jarolím, který ji prodal roku 1568 Petrovi Razickému ze Vchynic. Patokryje patřily nějaký čas Kryštofovi Rausendorfovi ze Spremberka. Po jeho smrti Patokryje koupil v roce 1613 Bernard Elsnic z Elsnic za 27 tisíc kop míšeňských grošů. Ten již na Patokryjích nesídlil a proto tvrz zpustla. Jemu byl majetek posmrtně zkonfiskován za účast ve stavovském povstání. V roce 1623 konfiskát koupil Vilém mladší z Lobkovic a začlenil ho do svého panství Bílina. Jeho součástí zůstaly Patokryje až do konce patrimoniální správy v roce 1848. V majetku Lobkoviců zůstala tvrz a poplužní dvůr až do 20. století. Po roce 1945 sloužily objekty tvrze a dvora státnímu statku. Po roce 1990 zde byl zaveden chov koní a budova bývalé tvrze sloužila pro bytové účely chovatelské stanice EQUI Bořeň-Svinčice.

## Popis
Původní gotická tvrz byla postavena v jižní části vsi na výrazném návrší obtékaném potokem. Jedná se o podsklepenou patrovou budovu o rozměrech 16 × 5,5 m, která má výrazně zaoblená nároží. Krytá je valbovou střechou.